# Panini Comics
A Panini Comics a Panini S.p.A képregényekkel operáló ága, mely 8 országban van jelen. A Panini S.p.A a Marvel Comics és a DC Comics kizárólagos európai jogtulajdonosa.

## Története
A Marvel Comics a 90-es évek közepén financiális nehézségekbe került, ahogy Amerikában kipukkant a képregénypiaci lufi. A Toybiz nevű vállalat, melyben a Marvelnak kisebbségi tulajdona volt, felvásárolta a mamut kiadót, teljesen új vezetőséget és irányelveket kidolgozva. Ez egyet jelentett a jogdíjak és a Marvel közvetlen befolyásának fokozatos csökkentés Európában.

A Panini első akvizíciója 1994-ben az olasz Marvel Italia volt. A legtöbb országban átvette a füzetek korábbi szerkesztőségeit és üzleti modelljeiket. Ezután sorban szerezte meg a jogokat a nagy európai országokban, az évtized végére piacvezető helyre tett szert amerikai képregények terén a nyugat-európai képregény piacokon. Ekkor alakította ki saját brand-jét, a Panini Comics-ot. Első volt szocialista országbeli vállalkozása Magyarország.
A füzetek nyomtatása legtöbb esetben Olaszországban történik.

Ahogy a 2000-es évek elején berobbantak Európába a japán kultúra képviselői, az animék és mangák, a kiadó meglovagolva a lehetőséget a nagyobb piacokon manga kiadásba fogott. Ahogy a képregény üzletága ez is sikeresen működik.

Nemrégiben Panini Video üzletágában anime DVD-ket ad ki.

## Kiadványok
A legtöbb országban ahol jelen van kizárólagos képviselője a Marvel és DC füzeteknek. Főleg a legnépszerűbb címeket jelenteti meg, mint az Amazing Spider-Man, Batman, Superman, Uncanny X-Men, X-Men és az Ultimate címeket.

A nagyobb országokban az újabb havi sorozatok és minisorozatok mellett klasszikus történeteket és esetenként több száz oldalas gyűjteményes köteteket is kiad. Többek közt ilyen a spanyol fekete-fehér Bibliotheca Marvel, a francia DC Anthologie vagy a német DC Premium is.

Olaszországban és Franciaországban a borítókon továbbra is megjelenik a jogelődök neve (Marvel Italia és France).

Mangáit Planet Manga és Panini Manga név alatt jelenteti meg. A japán mangák mellett dél-koreai manhvákat is kiadtak, főleg Németországban.

## Panini Comics a világban
|  | Név                        | Alapítás | Jogelőd       | Kiadványai                                           |
|  | -------------------------- | -------- | ------------- | ---------------------------------------------------- |
|  | Panini Comics Argentina    |          |               | Marvel képregények                                   |
|  | Panini Comics Brasil       |          |               | DC, Marvel képregények és mangák                     |
|  | Panini Comics France       | 1997     | Marvel France | Marvel képregények és mangák                         |
|  | Panini Comics Deutschland  | 2001     | Dino Comics   | DC, Marvel, Vertigo, Wildstorm képregények és mangák |
|  | Panini Comics Italia       | 1994     | Marvel Italia | Marvel képregények és mangák                         |
|  | Panini Comics Magyarország | 2005     |               | Marvel képregények                                   |
|  | Panini Comics UK           | 1995     | Marvel UK     | Marvel képregények                                   |
|  | Panini Comics España       |          |               | Marvel képregények és mangák                         |

## Külső hivatkozások
- Panini Comics Magyarország
- DC Comics
- Marvel Comics